# Celina, Ohio
Celina [səˈlaɪnə] är administrativ huvudort i Mercer County i delstaten Ohio. Orten fick sitt namn efter Salina, New York. Celina hade 10 935 invånare enligt 2020 års folkräkning.